# Hiroshi Watanabe
Hiroshi Watanabe (わたなべひろし Watanabe Hiroshi?) es un animador y director de anime japonés, de la prefectura de Kumamoto.

## Trabajos
- Matantei Loki Ragnarok
- Guyver: Out of Control
- Yume de Aetara
- King of Bandit Jing
- Las aventuras de Gigi
- Orphen
- Shining Tears X Wind
- Slayers The Motion Picture
- Slayers Excellent
- Slayers Gorgeous
- Slayers Great
- Slayers Return
- Slayers Special
- Star Ocean EX
- Suteki Tantei Labyrinth
- Tactics (manga)
- The Law of Ueki
- Video Girl Ai
- Jigoku Shōjo